# Grgurevići
Grgurevići – wieś w Chorwacji, w żupanii brodzko-posawskiej, w gminie Sibinj. W 2011 roku liczyła 122 mieszkańców.